# (14347) 1985 RL4
(14347) 1985 RL4 là một tiểu hành tinh vành đai chính. Nó được phát hiện bởi Henri Debehogne ở Đài thiên văn La Silla ở Chile ngày 11 tháng 9 năm 1985.